# Хвостов, Григорий Никитич
Хвостов Григорий Никитич (? — ?) — военный и государственный деятель, нижегородский губернатор 1729—1730 году.

## Биография
О его биографии до назначения в Нижний Новгород практически ничего неизвестно. Последним его местом службы был — казанский гарнизон. До этого он служил воеводой в Пензе. При Петре Втором, назначен «вице-губернатором» Нижегородской губернии.
Сразу после отставки Ржевского, Хвостова назначили руководителем Нижегородской губернии. За год его руководство, были замечены крупные действия губернатора. Так начали решаться самые большие дела для Нижнего Новгорода.
Именно Хвостов и земский староста Пётр Докунин, послали жалобу на пришлое население в Сенат. Из Петербурга последовал указ о принудительном выселение и отправки на прежние места жительства, всех кто не имеет при себе паспорта или иных документов. Часто для высылки применялась сила и запугивание.
Умного, энергичного, но жестокого и грубого Хвостова, решили освободить от должности Нижегородского губернатора. Скорее всего на него поступила жалоба от местных.
Хвостова определили обратно в гарнизон, а позже он ушёл в отставку. На его место назначили Петра Бестужева-Рюмина, отца будущего канцлера.